# 電波男 (評論)
『電波男』（でんぱおとこ）は、2005年に三才ブックスから刊行された本田透の著書。2008年に講談社文庫に収録された。

## 概要
酒井順子などの「オタクを否定する女ども」に「お前らの世代のまともな独身男は、みんなオタクになっているんだよ」と反論。彼女たちは「負け犬」を自称しながら、その実オタクを恋愛対象にしようとせずヒエラルキーの下位におき、自己の精神的安寧を得ているに過ぎず、そのオタクを否定する価値観も「恋愛資本主義」に洗脳されているに過ぎないと主張した。
恋愛資本主義とは、恋愛そのものを商品化し、恋愛を消費行動に結びつける、マスメディアと電通が支配しているシステムであるとしている。また、恋愛資本主義に冒された社会は純愛の存在し得ない社会であり、「日本が駄目になったのは、80年代に女の脳が腐ってしまったために、愛を見失った男がやる気をなくしてしまったのだ」と評している。
この恋愛資本主義に洗脳された人間は、イケメンが女を搾取し、女が非イケメンを搾取する、ピラミッド構造を形成。その結果、キモメンとイケメンの階級的分断は加速し、もてる男はますますもてる様になり、もてない男はますますもてなくなると指摘。キモメンにとって三次元の女性との恋愛資本主義的な恋愛は、搾取されるだけで不毛であると主張した。
キモメンがこの恋愛資本主義的な搾取から逃れるために、二次元のキャラクターと恋愛する「デジタル恋愛」の必要性を説いている。二次元の恋愛は一方的に搾取されることもなく、消費量も現実の恋愛に比べて格段に低くなる（想像のネタとなる漫画などの購入代がかかる程度、ネタも自分自身で創造できれば無償で済む）。このようなデジタル恋愛による恋愛至上主義の実践こそ、理想的な恋愛、「オタクの勝利」であると主張した。実は本書は本来「オタクはモテない」等の泣き言を書き綴る「オタク負け本」にする予定だったが、資料として倉田真由美の『だめんず・うぉ〜か〜』等の負け犬本を読み、「モテないけどオタクとは付き合いたくない」と書かれているのを目にして憤慨し、上記している恋愛至上主義の実践こそ、理想的な恋愛、「オタクの勝利」であると主張する「オタク勝利本」に内容を変えたと前書きで述べている。「恋愛資本主義がオタク資本主義にとってかわるのでは？」という疑問に対しては、「オタクは審美眼が厳しいですから」と答えている。また、『電車男』を恋愛資本主義の立場から見たオタクの否定に過ぎないと批判している。
最終章では、オタク趣味が社会的に認知され、モテ趣味になると予測。来たるべきオタク本位主義時代に備え、イケメンには彼女にオタク趣味を認めさせることを、キモメンには3次元女性との軋轢を避けるための「護身」を徹底することを、女性には「エルメスを買い漁る人生より萌えられる人生の方が幸福だ」とし自らを萌えキャラ化することを提案している。この「オタク革命」が成立すれば、「モノや金でなく、その人自身に萌えられるかどうかが重要になる。本来の意味での恋愛が復活するのだ」と主張している。

## 関連書籍
- 『ルサンチマン』 - 花沢健吾の漫画。この作品の主要登場人物であるラインハルトが、本書の表紙を飾っている。本書の本文の中でも好意的に引用されている。
- 『もてない男』 - 小谷野敦の著書。本書で言及されている。続編『恋愛の超克』（2001年刊行）では論壇や日本に蔓延する恋愛至上主義を問題視し、現状の資本制の打倒を訴えている。評論家の山形浩生は2001年に『恋愛の超克』の書評の中で、後に『電波男』あとがきで軽く触れられることになるゾンバルトの『恋愛と贅沢と資本主義』の説を紹介しており[4]、また本田は過去にサイト「しろはた」上で山形の個人サイト上にある論文『おたく男は乙女におすすめ』を取り上げたことがあるものの、それらの著作等に本田が触発されたのか偶然、類似の主張をしたのかは不明である。